# حنوت‌وعتی
| H | W24 · t · Z5 | wa · a | U33 | i |

| H | W24 · t · Z5 | wa · a | U33 | i |

حنوت‌وعتی (به انگلیسی: Henutwati) ملکه همسر مصر باستان از دودمان بیستم مصر بود. وی همسر بزرگ سلطنتی فرعون رامسس پنجم بود.
دارایی‌ها و املاک حنوت‌وعتی در «پاپیروس ویلبور» ذکر شده است که سندی است مربوط به دوران سلطنت رامسس پنجم. در واقع بر اساس این سند است که تصور می‌شود که حنوت‌وعتی همسر فرعون رامسس پنجم باشد، اما ممکن است قدمت او به دوره‌های قبلی باشد.
«وُلفرام گرایتسکی» هیروگلیف‌ها را که از هیراتیک رونویسی شده‌اند به صورت زیر نوشته است:
| M23 | t · n | G7 | N41 · t · N33 | G7 | Z5 | Z5 | Z5 | s | G36 · r | t&A | H | W24 · t · Z5 | wa · a | U33 | i |